# Ľubomír Šatka
Ľubomír Šatka (Ilava, 2 de diciembre de 1995) es un futbolista eslovaco que juega de defensa en el Samsunspor de la Superliga de Turquía.

## Selección nacional
Es internacional con la selección de fútbol de Eslovaquia. Fue internacional sub-17, sub-19 y sub-21, antes de convertirse en internacional absoluto el 25 de marzo de 2018 en un partido amistoso frente a la selección de fútbol de Tailandia.

## Clubes
| Club                                    | País       | Año       |
| --------------------------------------- | ---------- | --------- |
| Newcastle United F. C.                  | Inglaterra | 2014-2017 |
| York City F. C. (cedido)                | Inglaterra | 2016      |
| F. C. DAC 1904 Dunajská Streda (cedido) | Eslovaquia | 2017      |
| F. C. DAC 1904 Dunajská Streda          | Eslovaquia | 2017-2019 |
| Lech Poznań                             | Polonia    | 2019-2023 |
| Samsunspor                              | Turquía    | 2023-     |

## Palmarés

### Títulos nacionales
| Título      | Club        | País    | Año  |
| ----------- | ----------- | ------- | ---- |
| Ekstraklasa | Lech Poznań | Polonia | 2022 |